# Werhuny (obwód czerkaski)
Werhuny (ukr. Вергуни) – wieś na Ukrainie, w obwodzie czerkaskim, w rejonie czerkaskim, w hromadzie Czerwona Słoboda. W 2001 liczyła 2341 mieszkańców, spośród których 2226 wskazało jako ojczysty język ukraiński, 108 rosyjski, 1 białoruski, 5 ormiański, a 1 inny.